# Аримаа
Аримаа — настольная логическая игра, в которую можно играть шахматными фигурами на шахматной доске. Аримаа была изобретена специально для того, чтобы представлять большие трудности для искусственного интеллекта по сравнению с шахматами.

## История
Аримаа была придумана Омаром Саедом, американцем индийского происхождения, специалистом по искусственному интеллекту. Поражение Гарри Каспарова в матче против шахматного компьютера Deep Blue вдохновило Саеда на изобретение новой игры, в которую было бы тяжело играть компьютерам, но со столь простыми правилами, что его четырёхлетний сын Аамир мог их понять. Название «Аримаа» — это просто «Аамир» наоборот, и «а» в начале. В 2002 году Саед опубликовал правила Аримаа и назначил приз в 10 000 USD (действительный до 2020 года) за первую программу для обычного компьютера, которая сможет победить трёх чемпионов среди людей. 18 апреля 2015 года программа «bot_sharp» победила в игре против человека.